# Geboren jagers

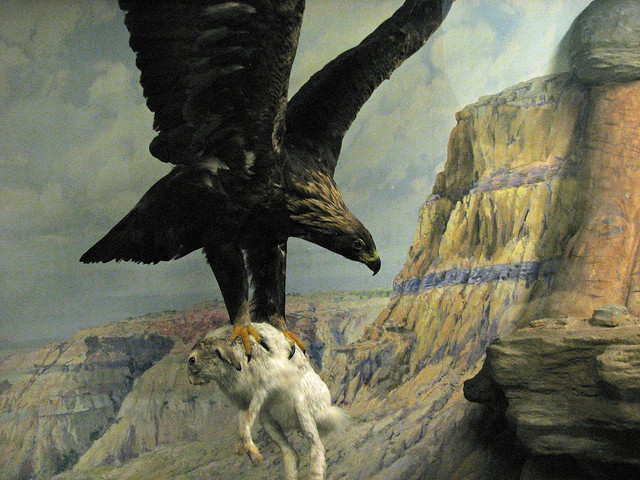
Arend met prooi.

Geboren jagers was een televisieprogramma dat op de jeugdzender Ketnet werd uitgezonden en gepresenteerd werd door Chris Dusauchoit en Peter Pype.

## Formaat
In elke aflevering nemen drie dieren het tegen elkaar op in de jacht op hun prooi, die hun belangrijkste voedselbron vormt. Telkens worden ze met elkaar vergeleken: welk van de drie is het snelst, het dodelijkst, het meest efficiënt? Zo wordt er veel duidelijk over hun tactieken zoals camouflage en snelheid, en hun levenswijze. 
Het format is ontleend aan de BBC-jeugdreeks Natural Born Hunters (een onderdeel van de Deadly-bibliotheek).  